# تخته آشپزخانه

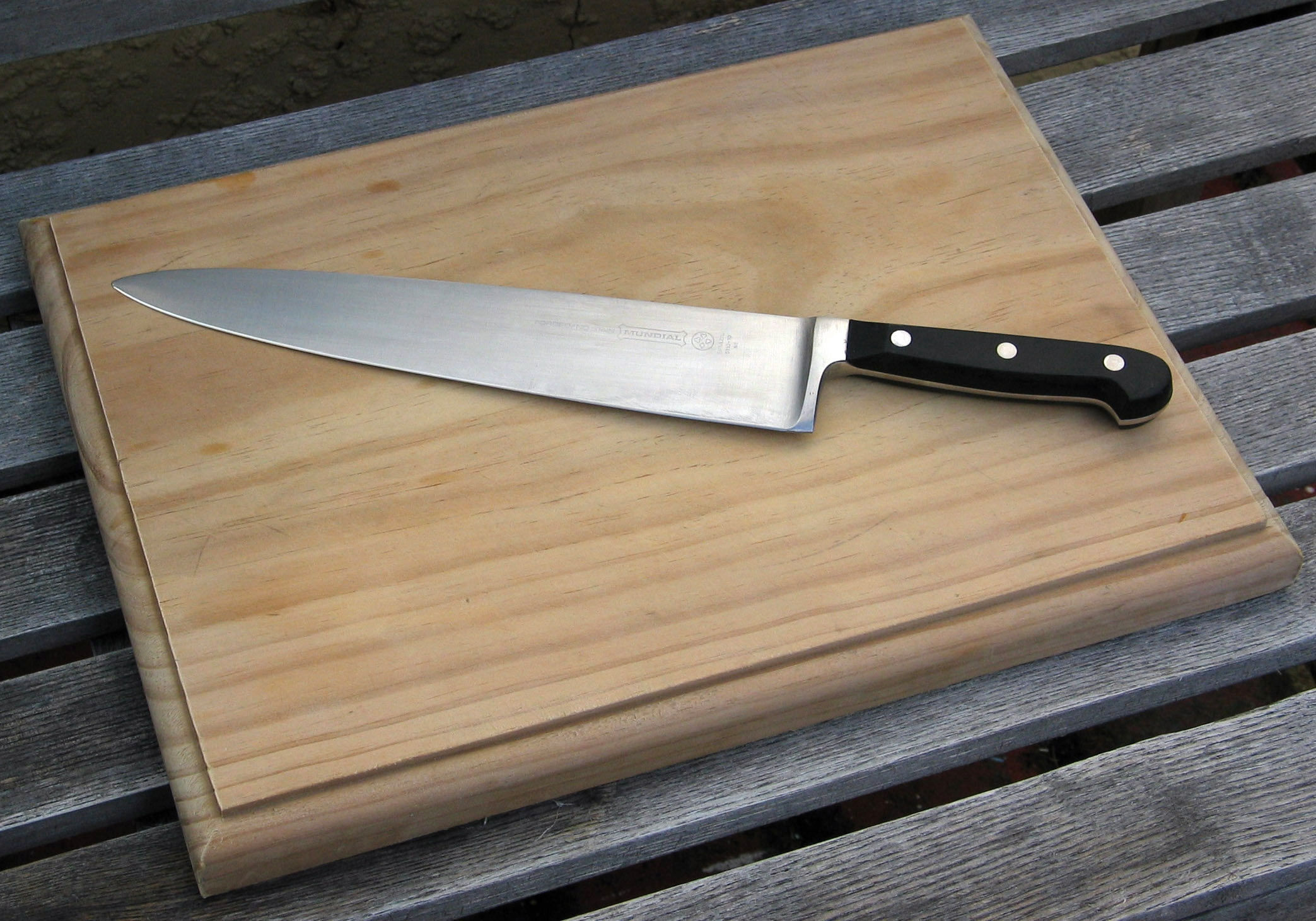
یک تختهٔ آشپزخانهٔ چوبی با یک چاقوی آشپزی

تخته آشپزخانه یک تختهٔ محکم برای قرار دادن اجسام رو آن جهت بریدن یا قطعه قطعه کردن است. اکثراً تختهٔ آشپرخانه را برای آماده‌سازی غذا در آشپزخانه استفاده می‌کنند ولی گاهی انواع دیگری از آن را جهت بریدن مواد خوام مثل چرم یا پلاستیک استفاده می‌کنند. تختهٔ آشپزخانه معمولاً از چوب یا پلاستیک ساخته می‌شود. اما گاهی از مواد دیگری مانند شیشه، استیل یا سنگ مرمر برای ساخت آن استفاده می‌کنند. استفاده از این مواد نسبت به چوب یا پلاستیک کار تمیز کردن تخته آشپرخانه را پس از استفاده ساده‌تر می‌کند، اما ممکن است به چاقو صدمه بزند.